# Eugeniusz Cholewik
Eugeniusz Cholewik (ur. 9 grudnia 1934 w Lubomi) – polski działacz partyjny i samorządowy, ekonomista, w latach 1960–1961 I sekretarz Komitetu Miasteczkowego PZPR w Wodzisławiu Śląskim, w latach 70. XX wieku naczelnik powiatu wodzisławskiego i prezydent Wodzisławia Śląskiego.

## Życiorys
Syn Alojzego i Heleny. W 1957 wstąpił do Polskiej Zjednoczonej Partii Robotniczej. Ukończył studia na Akademii Ekonomicznej we Wrocławiu, kształcił się też na jednomiesięcznym kursie w ośrodku kursów partyjnych przy KC PZPR w Warszawie (1960). Przez cztery lata pracował w Wodzisławskich Zakładach Przemysłu Materiałów Budowlanych w Maruszach. Pełnił funkcję członka plenum i egzekutywy Komitetu Miasteczkowego PZPR w Wodzisławiu Śląskim, a od 1960 do 1961 pierwszego sekretarza. Następnie od 1961 do 1964 sekretarz ds. ekonomicznych Komitetu Powiatowego PZPR w tym mieście. Zasiadał w egzekutywie i plenum Komitetów Miejskiego i Powiatowego w Wodzisławiu Śląskim. W latach 60. kierował także strukturami Frontu Jedności Narodu w powiecie wodzisławskim. Jednocześnie od 1964 zatrudniony w sektorze górniczym jako ekonomista. W pierwszej połowie lat 70. (do likwidacji w 1975) ostatni naczelnik powiatu wodzisławskiego. W 1975 objął funkcję pierwszego prezydenta Wodzisławia Śląskiego po reaktywacji stanowiska, zakończył jej pełnienie między 1976 a 1979. W latach 1975–1978 pozostawał prezesem Towarzystwa Miłośników Ziemi Wodzisławskiej (Wodzisławia Śląskiego).